# Oribatula koki
Oribatula koki är en kvalsterart som beskrevs av J. och P. Balogh 2002. Oribatula koki ingår i släktet Oribatula och familjen Oribatulidae. Inga underarter finns listade i Catalogue of Life.